# Döberein
Döberein ist ein Gemeindeteil der Gemeinde Immenreuth
im oberpfälzischen Landkreis Tirschenreuth.

## Geografie
Der Weiler Döberein liegt auf der Gemarkung Lenau am nordwestlichen Fuß des 682 Meter hohen Schwarzberges, der sich im Südwesten des Fichtelgebirges befindet. Der Ort liegt zwei Kilometer nordwestlich von Immenreuth.

## Geschichte
Das bayerische Urkataster zeigt Döberein in den 1810er Jahren als kleinen Ort, dessen sieben Herdstellen keinen kompakten Ortskern bilden, sondern ein wenig verstreut liegen. Seit dem bayerischen Gemeindeedikt von 1818 hatte Döberein zur politischen Gemeinde Lenau gehört, die zum Zeitpunkt der Gemeindegründung neben dem Hauptort Lenau noch aus vier weiteren Ortschaften bestand. Nachdem die Gemeinde 1946 noch um den größten Teil der aufgelösten Gemeinde Punreuth erweitert worden war, wurde sie mit der bayerischen Gebietsreform ebenfalls aufgelöst. Im Zuge der damit verbundenen Aufteilung wurde Döberein zusammen einigen Ortsteilen in die Gemeinde Immenreuth eingegliedert, der Hauptort mit den übrigen Ortsteile hingegen in die Gemeinde Kulmain.
| Jahr          | 001824 | 001871 | 001885 | 001900 | 001925 | 001950 | 001961 | 001970 | 001987 |
| Einwohnerzahl | 47     | 49     | 46     | 61     | 41     | 34     | 37     | 36     | 39     |

## Baudenkmäler
In Döberein gibt es mit der Ausstattung der in neugotischem Stil erbauten Dorfkapelle lediglich ein einziges Baudenkmal. Die Kapelle aus dem Jahr 1990 steht auf dem Platz eines 1875 errichteten Vorgängerbaus.
- Liste der Baudenkmäler in Döberein